# Carlia quinquecarinata
Espèce
Synonymes
- Heteropus quinquecarinatus Macleay, 1877

Carlia quinquecarinata est une espèce de sauriens de la famille des Scincidae.

## Répartition
Cette espèce est endémique de l'île Darnley dans les îles du Détroit de Torrès au Queensland en Australie. Sa présence est incertaine sur l'île Murray et en Nouvelle-Guinée.

## Publication originale
- Macleay, 1877 : The lizards of the Chevert Expedition. Proceedings of the Linnean Society of New South Wales, vol. 2, p. 60-69 & 97-104 (texte intégral).